# Arrondissement di Guingamp
L'arrondissement di Guingamp è un arrondissement dipartimentale della Francia situato nel dipartimento delle Côtes-d'Armor, appartenente alla regione di Bretagna.

## Composizione
L'arrondissement è composto da 90 comuni raggruppati in 12 cantoni:
- cantone di Bégard
- cantone di Belle-Isle-en-Terre
- cantone di Bourbriac
- cantone di Callac
- cantone di Gouarec
- cantone di Guingamp
- cantone di Maël-Carhaix
- cantone di Mûr-de-Bretagne
- cantone di Plouagat
- cantone di Pontrieux
- cantone di Rostrenen
- cantone di Saint-Nicolas-du-Pélem